# 낙일 (2015년 드라마)
낙일(중국어 정체자: 落日, 병음: Lùo Rì 뤄르[*])는 하카 텔레비전에서 2015년 7월 4일부터 2015년 9월 26일까지 방송한 드라마이다.

## 등장 인물
- 주루하오
- 산청쥐
- 덩주운
- 장수웨이
- 가오잉쉬안
- 러우쉐셴
- 가오윈한
- 양민